# 小杉保夫
小杉 保夫（こすぎ やすお）は、日本の作曲家、編曲家、作詞家、歌手。東京都目黒区出身。
歌手としての活動の際は「Funky Y.K」（ファンキー ワイ・ケー）の名を用いる。

## 来歴
東京都立桜町高等学校卒業、日本大学芸術学部中退。
中学校時代にビートルズに影響を受け、ギターと作曲を始める。高校時代には同級生とビートルズのコピーバンド「ザ・ジャンクス」を結成。
大学在学中には同窓生の平川志朗とフォークデュオ「ニッチモ&サッチモ」を結成してデビューしたものの芽が出ず、他アーティストへの楽曲提供を始める。1981年に郷ひろみの「お嫁サンバ」を手掛けたのを皮切りに、CMソングや歌謡曲の作曲を数多く手掛ける。
1990年代以降は、アニメや特撮番組、NHKの子供向け番組等の楽曲の作曲・編曲も多数手掛けている。

## エピソード
- 大学時代の先輩の紹介で知り合った中山大三郎を師匠として慕っている[2]。
- 「ニッチモ＆サッチモ」時代に共同制作した楽曲「しらけ鳥」は、後年友川カズキによって「しらけ鳥音頭」としてマイナー調にアレンジされ、それを小松政夫がカバーしてヒットさせた。
- 「超獣戦隊ライブマン」のイントロ部分のシャウトは小杉によるものである[3]。
- 作詞家の里乃塚玲央と組んだ作品が多い（「オラはにんきもの」や『おジャ魔女どれみ』シリーズの主題歌や挿入歌、「ぐるぐるどっかーん！」など）。
- 子供向け楽曲の制作の際は「みんなが楽しめて、明るく元気が出るような曲作り」を大切にしていると語っている。また、「オラはにんきもの」の「ゾーさん ゾーさん」や、「おそらのしたで」の「ホンニャララポ！」などのような、聴く人の耳にひっかかる「フック」を必ず曲の中に入れることを意識しているという[4][5]。

## 主な作品

### アニメ
- 愛少女ポリアンナ物語
  - 「幸福」（第2部ED 歌：工藤夕貴）
- 仮面の忍者 赤影（月曜ドラマランド版）
  - 「半歩ゆずってGO-INに！」（ED 歌：黒崎輝）
- 仮面の忍者 赤影（アニメ版）
  - 「仮面の忍者 赤影」（OP 歌：秋保和也・秋保浩司（fromキャロットクラブ））
- スクーパーズ
  - 劇伴
- ハーバーライト物語
  - 「DESTINY LIGHT（運命の光）」（OP 歌：増田直美）
  - 「Dream'in」（歌唱も担当）
- 三つ目がとおる
  - 「？（はてな）のブーメラン」（OP 歌：徳垣とも子）
  - 「FRIEND」（後期ED 歌：CHIEMY）
- クレヨンしんちゃん
  - 「オラはにんきもの」（3代目OP 歌：野原しんのすけ（矢島晶子） / セリフ：野原みさえ（ならはしみき））
  - 「ママとのお約束条項の歌」（13代目ED 歌：野原しんのすけ（矢島晶子） / 野原みさえ（ならはしみき））
- 南国少年パプワくん
  - 「んばば・ラブソング」（OP 歌：TOME）
- たこやきマントマン
  - 「たこやきマントマン主題歌」（OP 歌：さねよしいさ子）
  - 「カレンダーにまる」（ED 歌：さねよしいさ子）
  - 「レッツ! たこやきジェンカ」（歌：さねよしいさ子 with たこやきマントマン）
  - 「たこやき音頭でパッキュンコ」（歌：さねよしいさ子 with たこやきマントマン）
- ジャングルはいつもハレのちグゥ
  - 「LOVE☆トロピカーナ」（OP 歌：Sister MAYO）
- も〜っと！おジャ魔女どれみ
  - 「おジャ魔女でBAN2」（OP 歌：MAHO堂）
  - 「涙のブロークン♥ハート」（作詞・歌唱も担当）
- おジャ魔女どれみドッカ〜ン！
  - 「DANCE! おジャ魔女」（OP 歌：MAHO堂）
- 爆闘宣言ダイガンダー
  - 「爆闘宣言! ダイガンダー」（OP 歌：遠藤正明）
  - 「We are the Heroes」（ED 歌：きただにひろし）
- 明日のナージャ
  - 「けせら・せら」（ED 歌：小清水亜美）
- ふたりはプリキュア
  - 「DANZEN! ふたりはプリキュア」（OP 歌：五條真由美）
  - 「☆SHINING STAR☆」（挿入歌 歌：中嶋朋子）
  - 「プリキュア登場！～VOCAL RAINBOW STORM～」（キャラクターソング 歌：美墨なぎさ（本名陽子）&雪城ほのか（ゆかな））
  - 「DANZEN! ふたりはプリキュア〜Nagi-nagi&Hono-hono Version〜」（キャラクターソング 歌：美墨なぎさ（本名陽子）&雪城ほのか（ゆかな））
  - 「情熱!∞（むげんだい）」（イメージソング 歌：五條真由美）
  - 「好きなのに…♡ビミョー!!」（イメージソング 歌：五條真由美）
- ふたりはプリキュア Max Heart
  - 「DANZEN! ふたりはプリキュア (Ver.Max Heart)」（OP 歌：五條真由美）
  - 「旅立ちの朝に」（挿入歌 歌：五條真由美）
  - 「delight 万歳!!」（キャラクターソング 歌：美墨なぎさ（本名陽子））
  - 「信じる力で勇気100倍!!」（キャラクターソング 歌：美墨なぎさ（本名陽子））
  - 「わたしは光」（キャラクターソング 歌：九条ひかり（田中理恵））
  - 「I believe in」（イメージソング 歌：中嶋朋子）
- ふたりはプリキュア Splash Star
  - 「まかせて★スプラッシュ☆スター★」（OP 歌：うちやえゆか with Splash Stars）
  - 「ガンバランスdeダンス」（後期ED 歌：五條真由美 with フラッピ&チョッピーズ）
  - 「ずっと、ずっと…ね」（キャラクターソング 歌：日向咲（樹元オリエ）、美翔舞（榎本温子）、フラッピ（山口勝平）、チョッピ（松来未祐））
  - 「7つの泉を奪還せよ!! 〜フィフスエレメントの逆襲〜」（キャラクターソング 歌：DARK ELEMENTS）
  - 「エガオノチカラ」（イメージソング 歌：五條真由美）
- 映画 ふたりはプリキュア Splash Star チクタク危機一髪!
  - 「ガンバランスdeダンス〜咲&舞version〜」（ED 歌：日向咲（樹元オリエ）&美翔舞（榎本温子））
- Yes!プリキュア5
  - 「ガンバランスdeダンス〜夢みる奇跡たち〜」（後期ED 歌：宮本佳那子 with ぷりきゅあ5）
- Yes!プリキュア5GoGo!
  - 「ガンバランスdeダンス〜希望のリレー〜」（後期ED 歌：キュア・カルテット）
  - 「明日、花咲く。笑顔、咲く。」（挿入歌 歌：ぷりきゅあ5 plus くるみ、コーラス：キュア・カルテット）
  - 「ミルク・ミラクル・ミルキィ伝説」（キャラクターソング 歌：ミルキィローズ（仙台エリ））
  - 「Shine５Hearts」（キャラクターソング 歌：ぷりきゅあ5）
  - 「スマイル！」（イメージソング 歌：宮本佳那子）
  - 「プリキュアモードにSWITCH ON!」（プリキュアシリーズ5周年記念ソング、ニンテンドーDS用ソフト「Yes!プリキュア5GoGo!全員しゅーGo! ドリームフェスティバル」OP 歌：キュア・カルテット）
- ちょ〜短編 プリキュアオールスターズ GoGoドリームライブ
  - 「DANZEN!まかせて☆フル・スロットルGOGO!!」（間瀬公司と共作）（短編主題歌 歌：五條真由美・うちやえゆか・工藤真由）
- 映画 プリキュアオールスターズDX みんなともだちっ☆奇跡の全員大集合!
  - 「キラキラkawaii! プリキュア大集合♪」（OP 歌：五條真由美 with キュア・デラックス）
- 映画 プリキュアオールスターズDX2 希望の光☆レインボージュエルを守れ!
  - 「キラキラkawaii! プリキュア大集合♪〜キボウの光〜」（OP 歌：池田彩/コーラス：ヤング・フレッシュ）
- 映画 プリキュアオールスターズDX3 未来にとどけ! 世界をつなぐ☆虹色の花
  - 「キラキラkawaii! プリキュア大集合♪〜いのちの花〜」（OP 歌：工藤真由/コーラス：五條真由美、うちやえゆか）
  - 「ありがとうがいっぱい」（ED 歌：キュア・レインボーズ with プリキュアオールスターズ21）
- ドキドキ!プリキュア
  - 「CLOVER〜オトメの祈り〜」（キャラクターソング 歌：渕上舞（キュアロゼッタ））
  - 「プリキュアTyphooooon!」（イメージソング 歌：吉田仁美）
  - 「フォルテ〜JUMP up Girls!」（イメージソング 歌：黒沢ともよ）
- ハピネスチャージプリキュア!
  - 「ハピネスチャージプリキュア！WOW!」（OP 歌：仲谷明香）
  - 「プリキュア・メモリ」（前期ED 歌：吉田仁美）
- 映画 プリキュアオールスターズNewStage3 永遠のともだち
  - 「プリキュア・メモリ(NewStage3 version)」（ED 歌：キュアブラック（本名陽子）、キュアブルーム（樹元オリエ）、キュアドリーム（三瓶由布子）、キュアピーチ（沖佳苗）、キュアブロッサム（水樹奈々）、キュアメロディ（小清水亜美）、キュアハッピー（福圓美里）、キュアハート（生天目仁美）、キュアラブリー（中島愛）
- Go!プリンセスプリキュア
  - 「赤のコンチェルト」（キャラクターソング 歌：キュアスカーレット（沢城みゆき））
  - 「つよく、やさしく、美しく。」（キャラクターソング 歌：キュアフローラ（嶋村侑）、キュアマーメイド（浅野真澄）、キュアトゥインクル（山村響）、キュアスカーレット（沢城みゆき））
- 映画 プリキュアドリームスターズ!
  - 「桜MISSION〜プリキュアリレーション〜」（OP 歌：北川理恵/コーラス：五條真由美、うちやえゆか）
- 映画 HUGっと!プリキュア♡ふたりはプリキュア オールスターズメモリーズ
  - 「DANZEN! ふたりはプリキュア 〜唯一無二の光たち〜」（ED 歌：五條真由美）
- ガイキング LEGEND OF DAIKU-MARYU
  - 「その名はガイキング・ザ・グレート」（挿入歌 歌：串田アキラ）
- 味楽る!ミミカ
  - 「味楽る!ミミカ ナンバーワン」（OP 歌：おみむらまゆこ）
- はっけん たいけん だいすき! しまじろう
  - 「まいにちチャレンジャー」（OP 歌：しまじろう、みみりん、とりっぴい、らむりん）
- 100%パスカル先生
  - 「100%パスカル先生」（OP 歌：パスカル先生（佐藤はな））
  - 「パスカル・ヨガヨ～ガ」（前期ED 歌：パスカル先生（佐藤はな））
  - 「パスカル ラップラップ ランランラン」（後期ED 歌：パスカル先生（佐藤はな） feat.ラジャ先生）
- おしりたんてい
  - 「ププッとフムッとかいけつダンス」（OP 歌：伊勢大貴）

### 特撮
- 超人機メタルダー
  - 「ファイティングシュートだ！メタルダー」（挿入歌 歌：茅弘二）
  - 「星からの手紙」（挿入歌 歌：ダ・カーボ）
- キャプテンパワー
  - 「ふりむけばDanger」（OP 歌：堀江美都子）
- 超獣戦隊ライブマン
  - 「超獣戦隊ライブマン」（OP 歌：嶋大輔）
  - 「あしたに生きるぜ」（ED 歌：嶋大輔）
  - 「Knock! 熱狂のライブ」（挿入歌 歌：茅弘二）
  - 「美しきドリーマー」（挿入歌 歌：嶋大輔）
  - 「ダッシュ! ライブロボ」（挿入歌 歌：茅弘二）
  - 「ライブボクサーの歌」（挿入歌 歌：茅弘二）
- 高速戦隊ターボレンジャー
  - 「心よ しなやかに舞え!」（挿入歌 歌：佐藤健太、こおろぎ'73）
  - 「明日にアクセル! ターボロボ」（挿入歌 歌：茅弘二）
  - 「タックル! ターボラガー」（挿入歌 歌：石原慎一）
- 地球戦隊ファイブマン
  - 「地球戦隊ファイブマン」（OP 歌：鈴木けんじ）
  - 「ファイブマン 愛のテーマ」（ED 歌：鈴木けんじ）
  - 「熱いビートでファイブマン」（挿入歌 歌：鈴木けんじ）
  - 「五つの心でファイブロボ」（挿入歌 歌：影山ヒロノブ）
  - 「スーパー・アーサー」（挿入歌 歌：松本梨香）
  - 「ハンド・イン・ハンド」（挿入歌 歌：CHIEMY）
  - 「兄弟ロボだぜ! スターファイブ」（挿入歌 歌：高原兄）
- 鳥人戦隊ジェットマン
  - 「青空で会いましょう」（挿入歌 歌：斉藤百合子）
  - 「ジェットイカロス 無敵ロボ!」（挿入歌 歌：影山ヒロノブ）
- 恐竜戦隊ジュウレンジャー
  - 「大獣神のうた」（挿入歌 歌：Ju-project）
  - 「ドラゴンシーザーのうた」（歌唱も担当）
- 五星戦隊ダイレンジャー
  - 「一気に集中!」（歌唱も担当）
  - 「龍星王 〜大連王のテーマ〜」（歌唱も担当）
  - 「誓い」（歌唱も担当）
- 忍者戦隊カクレンジャー
  - 「出たぞ! 隠大将軍!!」（挿入歌 歌：影山ヒロノブ）
- 超力戦隊オーレンジャー
  - 「オーレ！オーレンジャー」（OP 歌：速水けんたろう）
  - 「緊急発進!!オーレンジャー」（ED 歌：速水けんたろう）
  - 「アクション! オーレンジャー」（挿入歌 歌：速水けんたろう）
  - 「真っ赤な闘魂! レッドパンチャー!!」（挿入歌 歌：影山ヒロノブ）
- ウルトラマンガイア
  - 「ガイア ノ チカラ」（挿入歌 歌：田中昌之&大門一也）
- ウルトラマンナイス
  - 「ウルトラマンナイス」（主題歌 歌：Project DMM）
- 爆竜戦隊アバレンジャー
  - 「We are the ONE〜僕らはひとつ〜」（ED 歌：串田アキラ、森の木児童合唱団）
- 超星艦隊セイザーX
  - 「ジャンプだ! 僕らのセイザーX!!」（ED 歌：高橋洋樹）
- 機界戦隊ゼンカイジャー
  - 「界賊の唄」（挿入歌 歌：ツーカイザー/ゾックス・ゴールドツイカー（増子敦貴））

### 歌謡曲
- 「しらけ鳥音頭」（小杉仁名義。平川志朗と共作）
- 「お嫁サンバ」郷ひろみ
- 「もういちど思春期」郷ひろみ
- 「愛と夏のカーブ」長江健次
- 「恋はティニィ・ウィニィ」青葉久美
- 「夢のスターダスト・ボーイ」青葉久美
- 「急いで!初恋」早見優
- 「夏少女」浅香唯
- 「Summer  Breeze」横田早苗
- 「哀愁Dream」横田早苗
- 「Bye,Bye,September」原真祐美
- 「聖・ファーストラブ」徳丸純子
- 「忘れていたニックネーム」チューインガム
- 「パンプキン・ラブ」沢村美奈子
- 「それ行け！サマービーチ」よめきんトリオ
- 「哀愁魔術」中森明菜
- 「X3ララバイ」中森明菜
- 「Remember Sea」髙橋真梨子
- 「誘惑されて」夏木マリ
- 「当日・消印・有効」ブービーズ（「私鉄沿線97分署」第3シーズンOP主題歌）
- 「SATOUMI ～幸せは、あさこいよさこい」三山ひろし

### コマーシャルソング
- ピックルスコーポレーション ご飯がススムキムチ
- NTTドコモ dポイント・dカード・d払い（サウンドロゴ）
- キャドバリージャパン クロレッツ
- T-fal（サウンドロゴ）
- クレハ NEWクレラップ（サウンドロゴ）
- Nintendo Switch「ピョン・ズバ・バシャ・イヤーのうた」
- ソフトバンク Y!mobile「マジック」篇
- パナソニック エオリア（サウンドロゴ）
- 横浜元町チャーミングセール（歌：おおたか静流）
- 四谷大塚 全国統一小学生テスト
- 楽天
  - 楽天スーパーポイント・SPU 「お買い物パンダ」シリーズ（歌：大谷育江）
  - 楽天ラクマ
- 花王
  - クイックルワイパー
  - ビオレU泡ハンドソープ - 「弱酸性のあいつ」
- 積和不動産MAST「大きな窓があるお部屋」（歌：奥華子）
- サントリー
  - 「C.C.Lemon 元気応援SONG」（作詞・歌：松岡修造）
  - DAKARA
- 明治製菓 イソジン→明治うがい薬→健栄うがい薬 - 「ただいまのあとは」（歌：やまがたすみこ）
- ゼスプリ・インターナショナル・ジャパン 「キウイはビタミンだけじゃない」篇
- au 三太郎シリーズ
  - 「一寸法師」篇
  - 「親指姫」篇
  - 「あたらしい競技」篇
  - 「一休ちゃん」篇
  - 「大きな桃」篇
- LINE LINEバイト「LINEばい」篇 （歌唱も担当）
- ヤマハ発動機 ヤマハ・エクセル - 「ダウンタウン・ボーイ」（小杉保夫 ウィズ ダウンタウン・ボーイズ名義で歌唱も担当。後にレコード化された）
- スズキ自動車 スズキ・蘭 「伊藤蘭」篇 - 「蘭、咲きました」（歌：西口久美子。ACC賞受賞）
- 資生堂 スタイリッシュ（歌唱も担当。ACC優秀賞受賞）
- マルトモ（サウンドロゴ）
- 明治製菓 クリスピーズ
- 山崎製パン「ヤマザキ春のパンまつり」
- シード シードコンタクトレンズ
- トヨタホーム（サウンドロゴ）
- 東京ガス
  - ピピッとコンロ「東京ガスストーリー」
  - エネファーム - 「節電歌」（歌：八代亜紀）
- gloops  マジゲート
- ミツカン 金のつぶ納豆
- リクルート タウンワーク
- サニクリーン「日本をきれいにサニクリーン」
- キユーピー キユーピー パン工房
- 大塚製薬 ポカリスエット「SMAP」篇
- 日産自動車
  - ラシーン - 「キットキット！！遠く遠く！！」（歌：あがた森魚）
  - のってカンガルー
  - ダットサン バネット（歌唱も担当。ACC秀作賞受賞）
- アサヒビール「アサヒスーパードライ'07」
- 日清ペットフード  いぬのしあわせ（歌：たむらぱん）
- 蛇の目ミシン工業 湯名人
- 森永乳業 カレ・ド・ショコラ
- 東京海上日動あんしん生命「あんしんセエメエ」篇
- 日本香堂 毎日香 - 「ふるさといつも」（歌：藤田淑子）
- 三井ホーム　サウンドロゴ
- 楽天 母の日 2025
- サントリー のんある酒場（歌：小杉保夫）
- サントリー ビアボール
- 明治LG21（歌：藤原竜也）
- フマキラー・ゴキファイター「うらめしゴースト」篇（出川哲朗）
- 湖池屋 the素材のご馳走（相葉雅紀）（歌：小杉保夫）
- マクドナルド スパイシーチキン「花火師の赤田さん」篇（岡田准一）
- マクドナルド ハッピーセット
- 電子書籍 honto
- DyDo ダイドー サウンドロゴ

### その他
- TBSラジオ ステーションソング「YOU ARE NOT ALONE」（歌：来栖アンナ）
- ヴィッセル神戸 応援歌「勝利の港」
- ロート製薬社歌「HAPPY SURPRISE！〜よろこビックリの歌」

### テレビ番組
- GO!GO!チャギントン（フジテレビ）
  - 「ン！チャギントン体操」（歌：つるの剛士）
- なんでもQ（NHK Eテレ）
  - 「クロック・ロックにわとりじゃん」
  - 「サナギのきもち」
  - 「ミ・ツ・バ・チャ・い・た・い」
- いないいないばあっ！（NHK Eテレ）
  - 「ぐるぐるどっか～ん！」 - 2003年度から2010年度まで放送
  - 「わ〜お！」 - 2011年度から2018年度まで放送
  - 「ワンワンパラダイス」
  - 「そうじきロック」
  - 「ワンツー！パンツー！」
  - 「サンキュ！ワンワン399」
  - 「ふうせんはそらとともだち」
  - 「虫のおんがくたい」
  - 「おそらのしたで」
  - 「みんなでワッショイ！」
  - 「はじめてはじめて」
  - 「ちゅるるんラーメン」
  - 「でっかいなぁ！」
  - 「おかし大スキ！」
  - 「あそぼあそぼっ！」
  - 「おもちモチモチ」
  - 「トイレミュージカル」
  - 「みずたまちゃっぷん」
  - 「ごしごしザブーン」
  - 「かたかたおかたづけ」
  - 「いっしょいっしょ」
  - 「パピプでポーン！」
  - 「シャン・シャン・シャンプー」
  - 「ぼうしのひみつ」
  - 「おうちにかえろ」
  - 「こんにちは！ったらラッタンタン」
  - 「トイレでスー♪」
  - 「ころころりんとごろごろごん」
  - 「かえるスッピョコタ」
  - 「かいじゅうオッス」
  - 「シュ・ララ ティーちゃん」
  - 「ク〜ネクネ！」
  - 「ポイブーブー」
  - 「マル、サンカク、シカク」
  - 「だいじょうぶんぶん」
  - 「おきがえしゅるっぽん」
  - 「へっちゃらオムツマン」
  - 「だいすき！ボボボンボール」
- おかあさんといっしょ（NHK Eテレ）
  - 「虫歯建設株式会社」（1995年2・3月の歌）
  - 「しっぱいのせいこう」（1999年9月の歌）
  - 「クシカツはいっぽん」（2001年7・8月の歌）
  - 「ほめられて、メラメラめっ！」（2003年1月の歌）
  - 「おすしのピクニック」（2003年11・12月の歌）
  - 「やるきまんまんマンとウーマン」（2006年10月の歌）
  - 「オー！ことわざソング」（2007年7・8月の歌）
  - 「ごめんください、めんください。」（2009年4月の歌）
  - 「ゴロプポジャカジャカ！」（2012年10月の歌）
  - 「おまめ戦隊ビビンビ〜ン」（2017年10月の歌）
  - 「からだ☆ダンダン」 - 2019年度から放送
  - 「あげあげドーナツ」（2020年11月の歌）
  - 「のりまきペラパリおんど」（2022年7月の歌）
- おとうさんといっしょ（NHK BSプレミアム）
  - 劇伴音楽
  - 「あそびたいそう（第2）」
  - 「レオレオれーるうえい」オープニング・エンディング
- みいつけた!（NHK Eテレ）
  - 「さあ！」
  - 「はじまりバーン！」
  - 「ぼくコッシー」
  - 「レグ・レグ・アイドル」
  - 「まいにちアハハをみいつけた！」
  - 「レグのハートがぬすまれた」
  - 「きみにあげるね」
  - 「こどもで おとなで みいつけた！」
- 母と子のテレビ絵本（NHK Eテレ）
  - 「きつねのコンピューター」（歌唱も担当）
- みんなのうた（NHK）
  - 「ねっこ君」（歌：山本譲二）
- ピタゴラスイッチ（NHK Eテレ）
  - 「んがなくちゃ、いか」
- なぜ? どうして? がおがおぶーっ!（NHK Eテレ）
  - オープニング・エンディング・BGM
  - 挿入歌「わらウんだWAっ！」
- どんとこい民謡（NHK Eテレ）
  - 「民謡はいいよー」
- スマイル!（NHK Eテレ）
  - オープニング・エンディング
- モリゾー・キッコロ 森へいこうよ!
  - 「モリゾー・キッコロラバーズ」
- なりきり!むーにゃん生きもの学園（NHK Eテレ）
  - オープニング曲
- ワンワンパッコロ!キャラともワールド（NHK BSプレミアム）
  - 「ゆめ・さんばい」
- 駆け込みドクター!運命を変える健康診断（TBS）
  - 「カスカス体操」（歌：春日俊彰）